# Zodarion duriense
Zodarion duriense är en spindelart som beskrevs av Cardoso 2003. Zodarion duriense ingår i släktet Zodarion och familjen Zodariidae.
Artens utbredningsområde är Portugal. Inga underarter finns listade i Catalogue of Life.